# Dialeurolonga graminis
Dialeurolonga graminis là một loài côn trùng cánh nửa trong họ Aleyrodidae, phân họ Aleyrodinae.
Dialeurolonga graminis được Takahashi miêu tả khoa học đầu tiên năm 1951.